# Eric Morecambe
John Eric Bartholomew, OBE (14 de maio de 1926 - 28 de maio de 1984), chamado pelo nome artístico de Eric Morecambe, foi um comediante inglês que, conjuntamente com Ernie Wise, formaram o ato duplo Morecambe and Wise. A parceria durou de 1941 até o falecimento de Morecambe em 1984. Morecambe herdou seu nome artístico de sua cidade natal, o balneário de Morecambe em Lancashire.